# Корж Олексій Олександрович

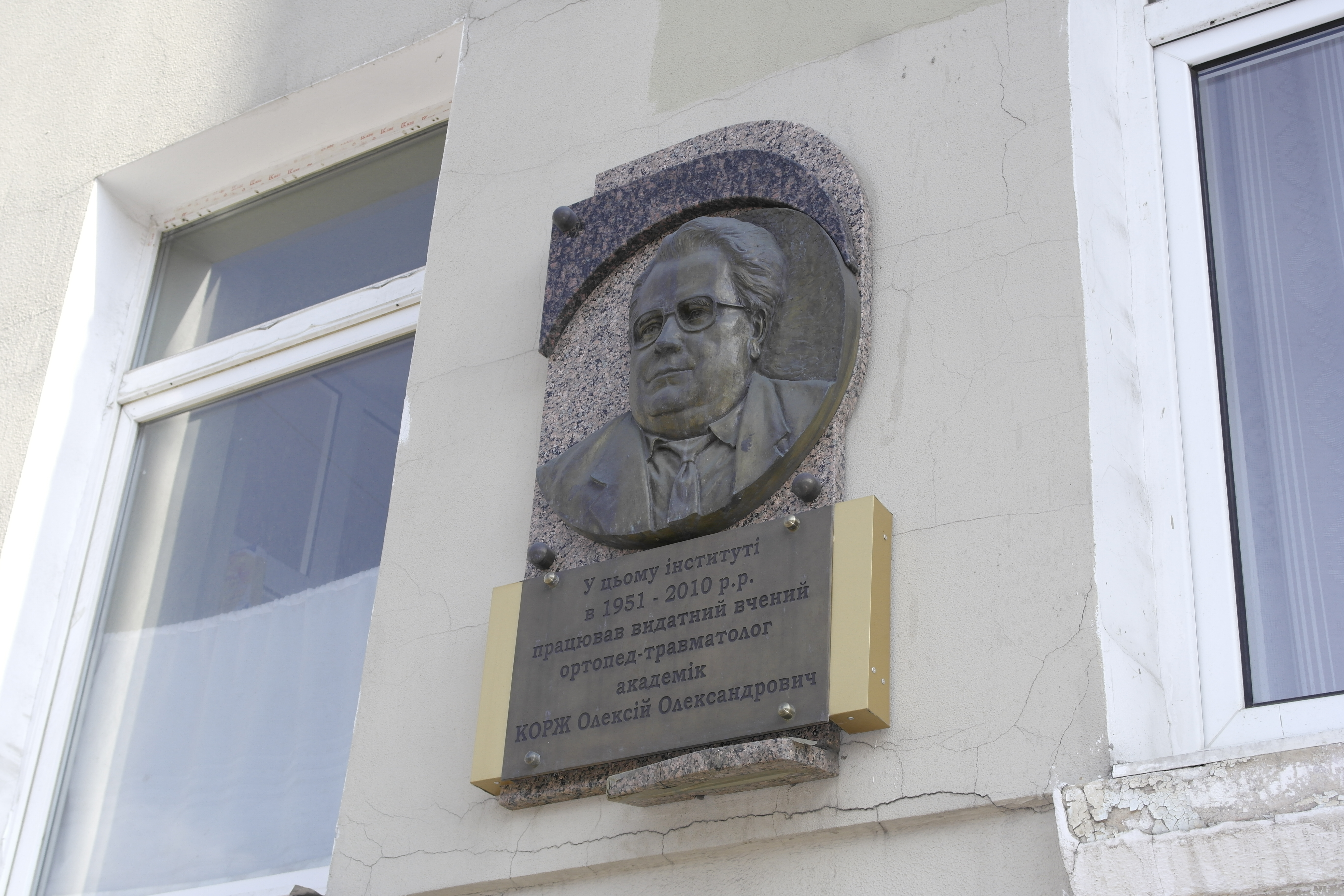
Меморіальна дошка Олексію Коржу

Корж Олексій Олександрович (23 квітня 1924, с. Оболонь Семенівського району, нині Полтавська область — 1 листопада 2010, Харків) — український лікар ортопед-травматолог, академік Національної академії медичних наук України, дійсний член НАН України (1992). Батько Президента Української асоціації ортопедів-травматологів Миколи Коржа.

## Біографія
У 1951 році закінчив Харківський медичний інститут.
Працював у Інституті патології хребта та суглобів НАМНУ (з перервою): директор (1965–96), завідувач клінічного відділу (від 1996); водночас (1956–1987 )— в Українському інституті удосконалення лікарів (обидва — Харків): від 1966 — завідувач кафедри ортопедії та травматології. Голова правління Всеукраїнського товариства ортопедів-травматологів (1991–1996).
З 1967 р. – головний редактор журналу "Ортопедия, травматология и протезирование" [Архівовано 14 вересня 2019 у Wayback Machine.], який виходить у Харкові з 1927.

## Наукова діяльність
Область наукових інтересів — патології хребта, захворювання та ушкодження великих суглобів, проблеми алотрансплантації кісток і суглобів, регенерації кісткової тканини, протезування. Зробив значний внесок у виокремлення та становлення таких напрямів, як ортопедична вертебрологія, ортопедична артрологія та ортопедична онкологія.
Автор понад 600 опублікованих наукових робіт, з них – 18 монографій, 46 авторських свідоцтв і патентів на винаходи .

## Пам’ять
6 жовтня 2011 року за адресою Пушкінська вулиця, 80 на фасаді Інституту патології хребта і суглобів ім. М. І. Ситенка відкрито пам’ятну дошку на честь академіка О. О. Коржа  .
Напис на ній повідомляє: «У цьому інституті в 1951 – 2010 рр. працював видатний вчений ортопед-травматолог академік Корж Олексій Олександрович».